# Corporación (cómic)
La Corporación es una organización ficticia que aparece en los cómics estadounidenses publicados por Marvel Comics.

## Historial de publicaciones
La Corporación apareció por primera vez en Deadly Hands of Kung Fu #23-24 (abril-mayo de 1976) y fue creada por Bill Mantlo y Gil Kane.
Una versión diferente de la misma organización apareció por primera vez en Capitán América # 213-214 (septiembre-octubre de 1977) de Jack Kirby.

## Historia de la organización ficticia
La Corporación era una organización político-criminal de ámbito nacional dirigida como una empresa. La Corporación ha empleado un gran número de agentes en sus planes.

## Empleados

### Líderes
- Senador "Kligger" Stivak[1]
- Curtiss Jackson
- Filippo Ayayla
- Veda
- Karl Malus
- Veil

### Agentes
- Blue Streak
- Carnation[2]
- Coldfire
- Señor Conquistador
- Constrictor
- Contract
- Doctor Faustus
- Jonathan Hemlock[3]
- Canguro (Brian Hibbs)
- Manslaughter
- Moonstone (Lloyd Bloch)
- Night Flyer
- Rocketeers
- Stryke
- Troubleshooter
- Vamp/Animus
- Agente 4
- Agente 6
- Agente 7
- Número 12
- Benedict Arnold (Agente Durmiente)
- Harry Paul
- Grant Henderson
- Maris Collins
- Jason O’Connor
- Simon Granville
- Tim Wender
- Ainsley Wescott

### Exmiembros
- Jim Wilson